# Trecasali
Trecasali – miejscowość i gmina we Włoszech, w regionie Emilia-Romania, w prowincji Parma.
Według danych na rok 2004 gminę zamieszkiwały 3054 osoby, 105,3 os./km².